# Барселона C
«Барсело́на C» (кат. Futbol Club Barcelona "C") — колишній іспанський футбольний клуб з Барселони (Каталонія, Іспанія). Був другою резервною командою «Барселони» після «Барселони Б». Заснований 1967 року і грав свої домашні матчі на стадіоні «Міні Естадо», який розташований в декількох метрах від «Камп Ноу». 2007 року команда рішенням президента була знята зі змагань.

## Статус команди
Резервні команди в Іспанії виступають в тих же лігах, що і головні команди. Однак, резервна команда не може виступати в одному дивізіоні разом з іншими командами того ж клубу. Тому «Барселона C» не могла піднятись вище Сегунди Б. Всього у найвищому для себе дивізіоні команда провела 5 сезонів — 1984/85 (16 місце), 1985/86 (19 місце), 1987/88 (9 місце), 1988/89 (11 місце) та 1995/96 (19 місце). Резервним командам також заборонено грати в Кубку Іспанії.

## Історія
Клуб був заснований 1967 року під назвою «Барселона Аматор» (ісп. Barcelona Amateur). У 1993 році він був перейменований і став називатись «Барселона C». 2007 року команда «Барселона Б» вилетіла до Терсери, де виступала «Барселона C», це означало, що третя команда мала понизитись до регіонального чемпіонату Каталонії. Тодішній президент «Барселони» Жоан Лапорта вирішив не реєструвати клуб у першому дивізіоні Каталонії в наступному сезоні 2007/08, що призвело до зникнення другої дочірньої команди «Барси».

## Досягнення
- Терсера Дивізіон
  - Чемпіон (3): 1983/84, 1986/87, 1997/98
  - Віце-чемпіон (3): 1989/1990